# PL病院
PL病院（ぴーえるびょういん）は、大阪府富田林市にある病院。パーフェクト リバティー教団傘下であるが信者・関係者以外も診療を受けることができる。
救急告示病院に指定されている。大阪府指定がん診療拠点病院。公益財団法人日本医療機能評価機構認定病院。3rdG:Ver.2.0（5回目、2019年7月12日認定 2023年12月20日認定有効期限）

## 沿革
- 1933年 - 大阪府布施）で「ひとのみち教団医学研究所」開設
- 1956年11月1日 - 開設
- 2006年4月1日 - 現在地へ移転
- 2010年 - 特定集中治療室 (ICU) 開設
- 2012年 - 大阪府がん診療拠点病院指定、血液病センター、IVRセンター、歯科それぞれ開設。
- 2013年 - 病理診断科新設
- 2015年 - 尿路結石治療センター開設
- 2017年 - ICUを高度治療室 (HCU) へ変更、小児外科と歯科口腔外科新設
- 2019年 - 消化器外科新設
- 2020年 - 入退院支援センター開設

## 診療科
内科、循環器内科、呼吸器内科、消化器内科、血液内科、小児科、外科、小児外科、整形外科、眼科、産婦人科、耳鼻咽喉科、形成外科、泌尿器科、皮膚科、精神科、放射線科、リハビリテーション科、麻酔科、病理診断科、歯科・口腔外科

## 医療機関の認定
- 保険医療機関[4]
- 労災保険指定病院[4]
- 母体保護法指定医の配置されている医療機関[4]
- 生活保護法指定病院（中国残留邦人等の円滑な帰国の促進並びに永住帰国した中国残留邦人等及び特定配偶者の自立の支援に関する法律（平成六年法律第三十号）に基づく指定医療機関を含む。）[4]
- 臨床研修病院[4]
- 原子爆弾被害者一般疾病医療取扱病院[4]
- がん診療連携拠点病院等[4]
- 指定養育病院[4]
- 指定自立支援病院（更生医療）[4]
- 指定自立支援病院（育成医療）[4]
- 指定自立支援医療機関（精神通院医療）[4]
- 特定疾患治療研究事業委託医療機関[4]
- DPC対象病院[4]
- 指定小児慢性特定疾病医療機関[4]
- 身体障害者福祉法指定医の配置されている医療機関[4]
- 診療科名中に産婦人科、産科又は婦人科を有する病院にあっては、公益財団法人日本医療機能評価機構が定める産科医療補償制度標準補償約款と同一の産科医療補償約款に基づく補償の有無[4]
- 公害医療機関[4]
- 在宅療養後方支援病院[4]
- NPO法人卒後臨床研修評価機構認定病院[5]
- このほか、各種法令による指定・認定病院であるとともに、各学会の認定施設でもある。

## 関連施設
- PL病院東京診療所(東京都渋谷区神山町17-8)

## 周辺
- パーフェクト リバティー教団大本庁
- 富田林市立向陽台小学校

## 交通アクセス
- 近鉄長野線「富田林駅」北口より近鉄バス[6]
  - 36番「金剛東団地行」37番 「PL病院正面玄関前行」乗車、「PL病院正面玄関前」下車。
  - 「富田林駅前」停留所および「PL本庁前」から乗車し、「PL病院正面玄関前」停留所の場合、運賃無料[7]。
- 南海高野線「金剛駅」より南海バス[6]
  - 3番乗り場から乗車、「PL病院前」停留所下車(病院利用者：PL病院乗車証明券所持者は運賃無料)[8]。